# Win Your Song

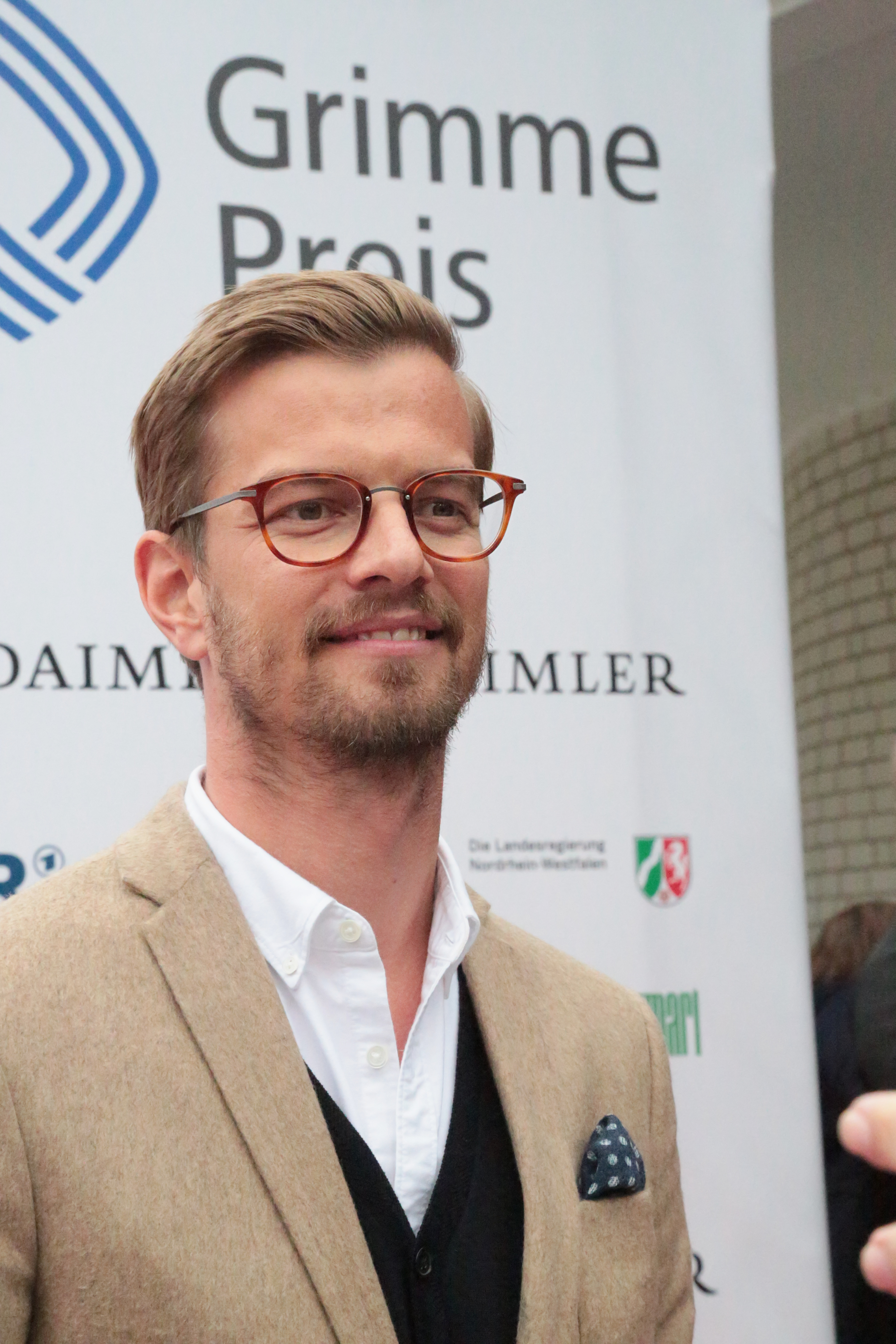
Moderator Joko Winterscheidt

Win Your Song (kurz WYS) war eine Musikshow, die vom 15. November bis zum 6. Dezember 2018 auf ProSieben ausgestrahlt wurde. Moderator der Show war Joko Winterscheidt.

## Aufbau der Sendung

### Staffel 1
Zwei Musiker treten in einem Duell gegeneinander an und müssen durch kleine Wettkämpfe so viele Instrumente gewinnen wie möglich. Derjenige, der den Zweikampf verliert, erhält lediglich ein „Win Your Song-Instrument“ – dabei handelt es sich entweder um ein Instrument für Kinder oder eine Eigenkreation, die an das zu ersetzende Instrument erinnern soll. Zunächst erstreitet der eine Musiker seine Instrumente, bevor er dann seinen Song spielt. Um den Unterschied zu erkennen, wird der Song zunächst 60 Sekunden lang originalgetreu gespielt, bis zu den erspielten Instrumenten gewechselt wird. Dieser Durchgang wird für den zweiten Musiker wiederholt. Am Ende stimmt das Publikum über den Sieger ab. Derjenige, der den lautesten Applaus erhält, wird für seinen Sieg mit der „goldenen Stimmgabel in silber“ ausgezeichnet. Die Shows wurden in der Late-Prime gezeigt.

### Staffel 2
Für 2019/20 wurde eine zweite Staffel angekündigt, die diesmal zur Hauptsendezeit gesendet werden sollte. In dem Zeitraum wurde allerdings keine weitere Staffel ausgestrahlt.

## Hintergrund
Die Idee der Show wurde bereits von Winterscheidt in einer Episode der besten Show der Welt unter dem Namen Earn Your Song präsentiert, mit der er schließlich auch den Gesamtsieg des Abends holte. Bereits vor Ausstrahlung dieser Episode wurde die Produktion des Ablegers angekündigt und Karten für die Aufzeichnungen verkauft, damals noch unter dem Arbeitstitel.

## Ausstrahlungen
| Ausgabe | Datum             | Gegner                               |
| ------- | ----------------- | ------------------------------------ |
| 1       | 15. November 2018 | Max Giesinger gegen Maite Kelly      |
| 2       | 22. November 2018 | Mark Forster gegen Judith Holofernes |
| 3       | 29. November 2018 | DJ BoBo gegen Wincent Weiss          |
| 4       | 6. Dezember 2018  | Vanessa Mai gegen Bosse              |

Legende
Grün unterlegter Gegner: Sieger